# Ettlingenweier
Ettlingenweier is een plaats in de Duitse gemeente Ettlingen, deelstaat Baden-Württemberg, en telt 3010 inwoners (2005).